# Bursera chemapodicta
Bursera chemapodicta là một loài thực vật có hoa trong họ Burseraceae. Loài này được Rzed. & E.Ortíz mô tả khoa học đầu tiên năm 1982.